# Gotthelf Traugott Esaias Häntzschel

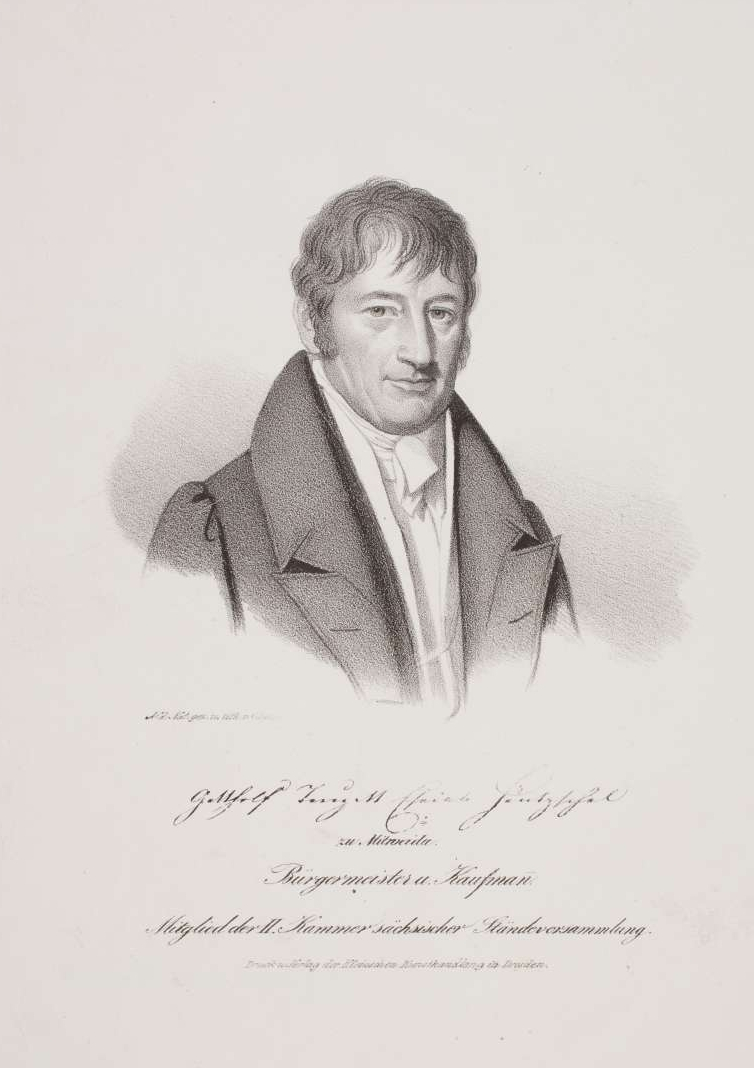
Gotthelf Traugott Esaias Häntzschel

Gotthelf Traugott Esaias Häntzschel (* 16. Dezember 1779 in Schandau; † 2. Februar 1848) war ein deutscher Kaufmann und Politiker.

## Leben und Wirken
Der Sohn des sächsischen Floßmeisters Johann Esaias Häntzschel und dessen Ehefrau Eleonore Ernestine ließ sich als Kaufmann in Mittweida nieder, wo er 1810 das Bürgerrecht erwarb. 1818 erwarb er ein Grundstück im Innenstadtbereich, auf dem er ein Wohn- und Geschäftshaus errichten ließ, in dem er sein Handelsgeschäft betrieb. Am 4. März 1817 wurde ihm erstmals das Amt des Bürgermeisters von Mittweida übertragen, und in der Folge nahm er zwischen 1817 und 1831 mehrfach als Mitglied der Allgemeinen Städte der Erzgebirgischen Kreises an den Sächsischen Ständeversammlungen teil. Als Vertreter des 3. städtischen Wahlbezirks (Wahlbezirk Leisnig mit den Städten Mittweida, Waldheim, Leisnig, Döbeln und Mügeln) war er 1833/34 und 1836/37 Abgeordneter in der II. Kammer des konstitutionellen Sächsischen Landtags. Am 2. Februar 1848 nahm er sich auf einer Reise nach Köthen das Leben. Häntzschels Ehefrau Friederika Josepha geb. Reinicker (gestorben am 25. Februar 1837 in Mittweida) war eine Tochter von dem Mittweidaer Kauf- und Handelsherr Johann David Reinicker (1737–1811) und Christiana Sophia geb. Lange (1747–1802).